# Sarah Steele
Sarah Jane Steele (16 de septiembre de 1988) es una actriz estadounidense, conocida por su papel de Marissa Gold en el drama legal de la CBS The Good Wife y su serie derivada The Good Fight.

## Primeros años
Steele nació en Filadelfia, Pensilvania. Su madre, Katherine A. High, es médica oncóloga de hematología en la Universidad de Pensilvania, y su padre, George Steele, es un médico de medicina interna especializado en nutrición que fue miembro del cuerpo docente de la Facultad de Medicina de la Universidad de Pensilvania. Steele se graduó con la clase de 2006 de The Episcopal Academy, una escuela privada en el sureste de Pensilvania. Se graduó de la Universidad de Columbia en 2011 con una licenciatura en literatura comparativa.

## Carrera
Después de su papel de Bernice en la película Spanglish de 2004, Steele continuó actuando, apareciendo en un episodio de Law & Order y en las películas: Mr. Gibb, que coprotagoniza Hayden Panettiere, Tim Daly y Dan Hedaya; y Margaret, que coprotagoniza Matt Damon, Matthew Broderick, Anna Paquin, Mark Ruffalo y Allison Janney.
Steele apareció en la producción Off-Broadway de The Prime of Miss Jean Brodie, que se llevó a cabo entre septiembre de 2006 y diciembre de 2006 en el Acorn Theater. De 2007 a 2008 participó en la obra de teatro Off-Broadway Speech & Debate. De enero a marzo de 2012 apareció en la obra de teatro Off-Broadway Russian Transport en el  Acorn Theatre, interpretando el papel de Mira. A finales de 2014 Steele hizo su debut en Broadway en The Country House de Donald Margulies, interpretando a su nieta, Susie, frente a Blythe Danner. En 2015 apareció en la obra The Humans, primero Off-Broadway y luego en Broadway. También ha participado en otras producciones regionales y de Off-Broadway.
En 2009, Steele apareció en Gossip Girl como Kira Abernathy, la rival de Jenny Humphrey en Cotillón y amiga de Eric van der Woodsen. Steele apareció en tres episodios de The Good Wife en 2011 como Marissa Gold, la hija de Eli Gold (Alan Cumming). Ella retomó el papel desde 2014 hasta 2016 cuando el show terminó, apareciendo en un total de 22 episodios, y ahora hace el papel en el Spinoff de The Good Wife The Good Fight.

## Filmografía

### Películas
| Año  | Título                 | Rol                     | Notas                                |
| ---- | ---------------------- | ----------------------- | ------------------------------------ |
| 2004 | Spanglish              | Bernice "Bernie" Clasky |                                      |
| 2006 | Mr. Gibb               | Amber Jinx              | lanzado en DVD como The Good Student |
| 2008 | Man                    | Maggie                  | Cortometraje                         |
| 2008 | The Lucky Ones         | Chica con chaqueta      |                                      |
| 2008 | Old Days               | Carla                   | Cortometraje                         |
| 2009 | My Father's Will       | Nancy Curtis            |                                      |
| 2010 | Please Give            | Abby                    |                                      |
| 2010 | Monkeywrench           |                         | Cortometraje                         |
| 2011 | Margaret               | Becky                   |                                      |
| 2012 | Last Kind Words        | Katie                   |                                      |
| 2013 | The To Do List         | Wendy                   |                                      |
| 2013 | Relics                 | Shelley                 | Cortometraje                         |
| 2014 | The Mend               | Sarah                   |                                      |
| 2014 | Adult Beginners        | Sarah                   |                                      |
| 2014 | All Relative           | Beth                    |                                      |
| 2017 | Speech & Debate        | Diwata                  |                                      |
| 2017 | Permission             | Stevie                  |                                      |
| 2018 | Ask for Jane           | Donna                   |                                      |
| 2018 | Viena and the Fantomes | Concluido               |                                      |
| 2023 | You Hurt My Feelings   | Frankie                 |                                      |

### Televisión
| Año             | Título                       | Rol            | Notas                                 |
| --------------- | ---------------------------- | -------------- | ------------------------------------- |
| 2006            | Law & Order                  | Katie White    | Episodio: "Cost of Capital"           |
| 2008            | Law & Order: Criminal Intent | Tessa Nobile   | Episodio: "Legacy"                    |
| 2009            | Gossip Girl                  | Kira Abernathy | Papel de invitada; 2 episodios        |
| 2011; 2014–2016 | The Good Wife                | Marissa Gold   | Papel recurrente; 22 episodios        |
| 2011            | Harry's Law                  | Sela Vinson    | Episodio: "Queen of Snark"            |
| 2013            | Blue Bloods                  | Rebecca        | Episodio: "Men in Black"              |
| 2013            | Nurse Jackie                 | Hannah Cohen   | Papel de invitada; 2 episodios        |
| 2014            | Girls                        | Rebecca        | Episodio: "Flo"                       |
| 2016            | Bull                         | Ellen Huff     | Episodio: "Unambiguous"               |
| 2017–2022       | The Good Fight               | Marissa Gold   | Regular de la serie                   |
| 2023            | The Marvelous Mrs. Maisel    | Petra          | Episodio: "The Princess and the Plea" |